# Josef Kuchynka
Josef Kuchynka (Praga, 4 agosto 1894 – 9 gennaio 1979) è stato un calciatore cecoslovacco, di ruolo difensore.

## Carriera

### Club
Ha giocato per tutta la carriera nel DFC Prag, scendendo in campo otto volte nel campionato cecoslovacco del 1925.

### Nazionale
Il 28 settembre 1924 gioca la sua unica presenze con la Nazionale cecoslovacca giocando contro la Jugoslavia (0-2).

### Allenatore
Nel 1935 inizia l'attività di allenatore. Parte dal Kladno, quindi negli anni seguenti allena Židenice e Sparta, con cui vince il titolo cecoslovacco nel 1944 da imbattuto. Dopo aver allenato anche Zilina e Ostrava, passa ai polacchi del Wisla Cracovia, ottenendo due titoli di fila nel 1949 e nel 1950. Negli anni seguenti torna in patria, prima di accordarsi nuovamente con il Wisla Cracovia nel 1958, tuttavia nella sua seconda esperienza polacca il Wisla vive stagioni altalenanti.

## Palmarès

### Allenatore
- Campionato cecoslovacco: 1

Sparta: 1943-1944
- Campionato polacco: 2

Wisla Cracovia: 1949, 1950